# Kimobetsu
Kimobetsu (japanska: 喜茂別町?, Kimobetsu-chō) är en landskommun (köping) i Hokkaido prefektur i Japan.    